# Quartet de corda núm. 14 (Schubert)

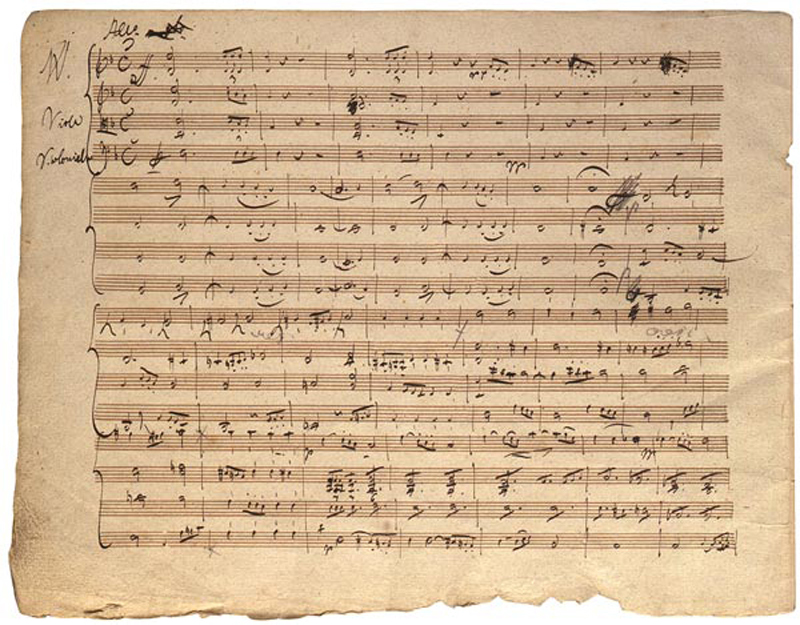
Manuscrit original del Quartet "La Mort i la Donzella", de la col·lecció musical de Mary Flagler Cary, Morgan Library, New York

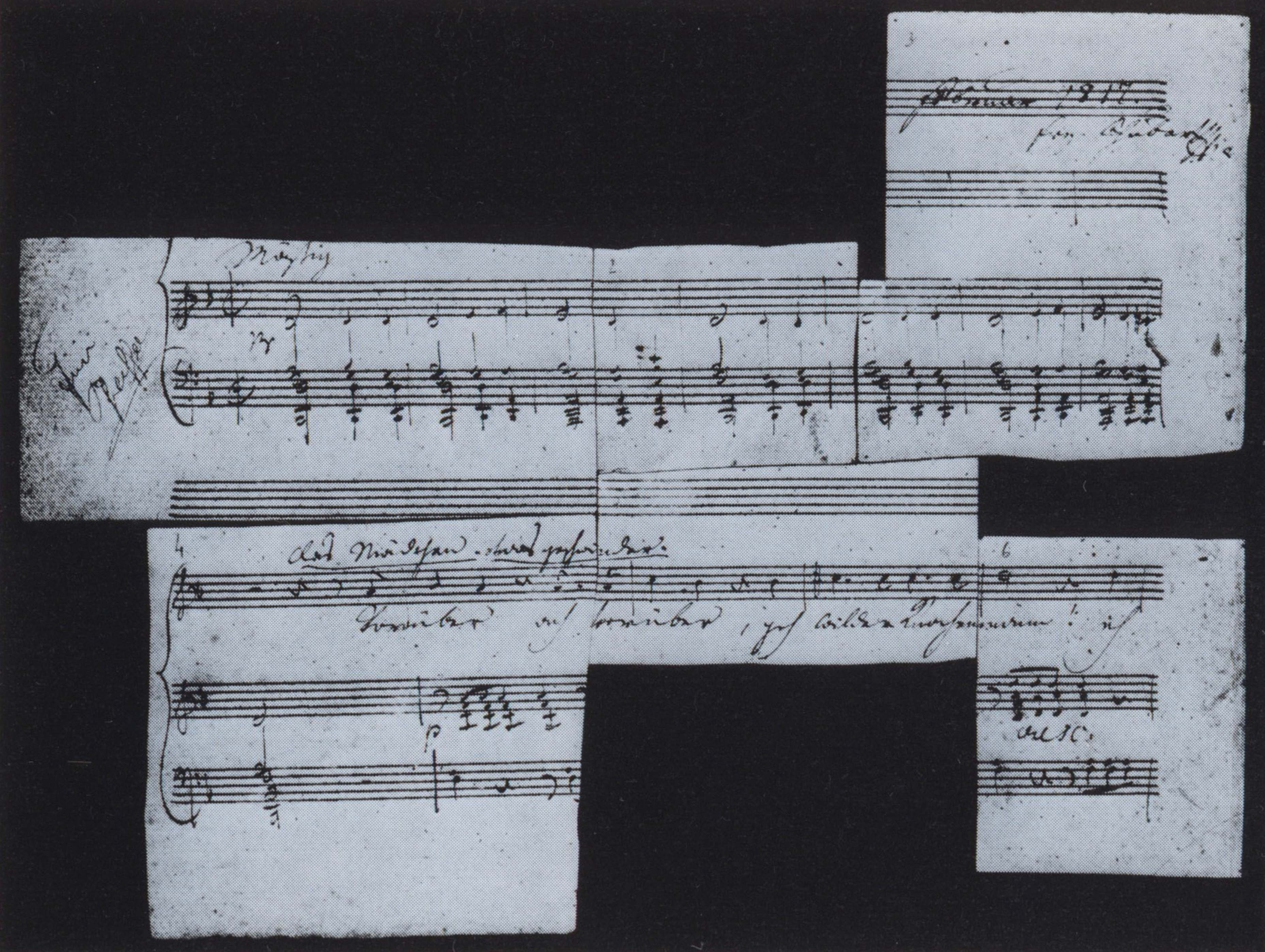
Lied La mort i la donzella

El Quartet de corda núm. 14 en re menor, D.810 al catàleg temàtic de Deutsch, més conegut com a Der Tod und das Mädchen (La mort i la donzella), és una de les grans obres de cambra de Franz Schubert. Compost el 1824, després que el compositor patís una greu malaltia i en adonar-se que s'estava morint, és com un testimoni de Schubert a la mort.
El títol del quartet ve motivat pel tema del segon moviment, que Schubert agafa d'un lied amb aquest títol compost per ell mateix l'any 1817, però el tema de la mort és palpable en els quatre moviments de l'obra. El quartet va ser interpretat per primera vegada l'any 1826 en una audició privada, i no va ser publicat fins al 1831, tres anys després de la mort de Schubert. Tot i el poc èxit que va tenir en vida del compositor, aquest quartet ha esdevingut una obra bàsica del repertori d'aquesta formació de cambra.

## Estructura
El quartet sencer dura uns 40 minuts aproximadament i està dividit en quatre moviments: 
- 1. Allegro
- 2. Andante con moto.
- 3. Scherzo. Allegro molto. Trío
- 4. Presto

## El lied

Der Tod und das Mädchen, Hans Baldung Grien, 1517

La mort i la donzella és un tema comú en l'art del Renaixement, sobretot en la pintura alemanya, i va sorgir de nou amb força durant el romanticisme.
El poeta Matthias Claudius (1740-1815) va escriure un poema en forma de diàleg entre dos personatges, la Mort i la Donzella, que és el que Schubert va utilitzar per escriure el seu lied. El poema de Claudius parla d'una jove moribunda i de les seves reaccions davant la imminència de la seva fi, davant la presència de la mort.
En el moment de la composició d'aquest quartet, Schubert travessava un període vital molt complicat, amb decepcions a nivell sentimental, malalt de sífilis i terriblement feble. Aquest estat queda plenament reflectit en el caràcter de l'obra. Schubert solia aprofitar el material de les seves cançons per utilitzar-lo en altres d'obres. Alguns exemples d'això són el Quintet La Truita D.667 (quintet amb piano) en el qual utilitza el lied Die Forelle (La truita), o la Fantasia per a piano (D.760) a partir del lied Der Wanderer (El caminant).

## Anàlisi
Tot el quartet es caracteritza per constants i sobtats canvis dramàtics de fortissimo a pianissimo, anant des del lirisme fins a la contundència i dramatisme. Hi ha un motiu recurrent de tresets que apareix en els quatre moviments).
- Allegro (Forma sonata)

En la introducció de 14 compassos, Schubert estableix els elements que es mantindran al llarg de tot el quartet. S'inicia amb un Re a l'uníson en fortissimo, seguida d'un treset, que estableix el motiu del treset. De sobte el fortissimo es converteix en una melodia en pianissimo, el primer dels molts canvis d'humor que ens trobarem al llarg del quartet.
Aquest moviment sembla reflectir una lluita entre la seductora crida de la mort i la resistència a aquesta. També pot representar la trobada de la jove i bella noia amb la cruel i ossuda figura de la mort.
- Andante con moto. (Tema i variacions)

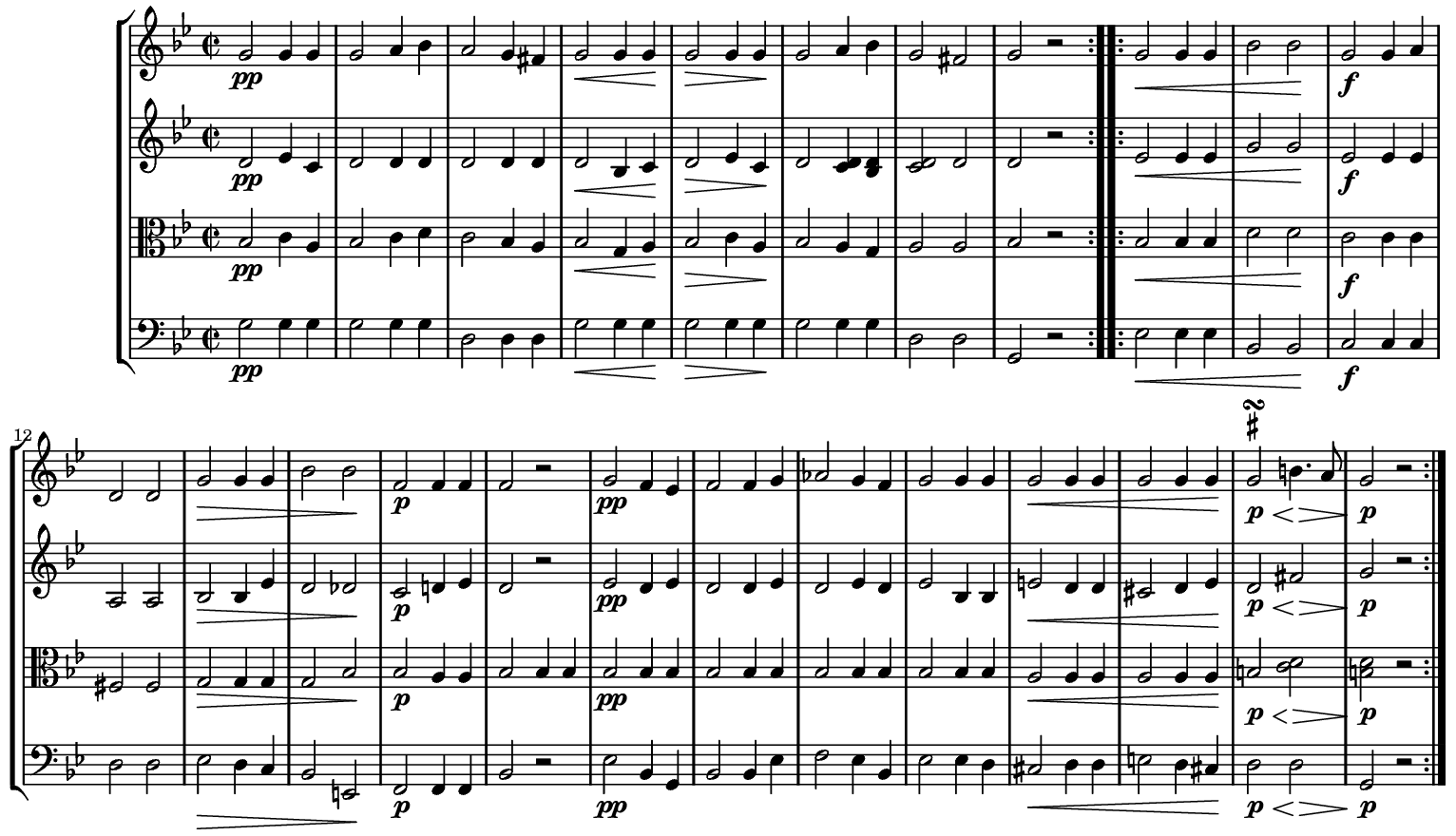
Tema de les variacions extret del lied homònim

Aquest moviment és un tema i cinc variacions, a partir de l'acompanyament del piano del lied. El tema és com una marxa de la mort en sol menor, que acaba en un acord de sol major. Al llarg del moviment, Schubert no es desvia de la base harmònica i estructura de la frase de 24 compassos del tema. No obstant això, cada variació expressa una emoció profundament diferent.
Scherzo. Allegro molto. Trio (re m)
Aquest moviment ha estat descrit com “la dansa del dimoni violinista”. De fet, hi ha quelcom demoníac en aquest ràpid scherzo, ple de síncopes i de salts espectaculars del pianissimo al fortissimo.
- Scherzo. Allegro molto. Trio

L'scherzo és un moviment curt, que serveix com un interludi que condueix a l'últim moviment frenètic.
- Presto (rondó-sonata)

El finale és una tarantel·la en forma de rondó-sonata en re menor. La tarantel·la és una vertiginosa dansa italiana en 6/8, que, segons la tradició, era un tractament per la bogeria i les convulsions provocades per la picada de la taràntula. Per això aquest moviment s'ha vist sovint com una “dansa de la mort." 
El moviment s'obre amb el tema principal del rondó a l'uníson i degut a l'ornamentació del segon temps, fa que l'accent mètric es desplaci, donant a tot el passatge el caràcter d'una dansa coixejant.

## Recepció
El quartet ha estat transcrit en diverses ocasions: per duet de pianos (1878), per orquestra de corda (Mahler) i, ja al segle XX per a orquestra simfònica completa.
El quartet ha inspirat una obra de teatre (1991), que va portar al cinema Roman Polanski (1994) i també ha aparegut com a música incidental en diverses pel·lícules.